# Turritellopsis neptunensis
Turritellopsis neptunensis is een slakkensoort uit de familie van de Mathildidae. De wetenschappelijke naam van de soort is voor het eerst geldig gepubliceerd in 1910 door Verco.